# Jeetze
Jeetze is een plaats en voormalige gemeente in de Duitse deelstaat Saksen-Anhalt, en maakt deel uit van de Landkreis Altmarkkreis Salzwedel.
Jeetze telt 318 inwoners. Tot Jeetze behoort ook een gehucht met de naam Siepe.
Het dorp, dat in de 13e eeuw voor het eerst in een document vermeld werd,  is de oorspronkelijke  woonplaats van een Pruisische adellijke familie Von Jeetze. Dit geslacht bracht, vooral in de 17e, 18e en 19e eeuw, diverse hoge Pruisische officieren voort.

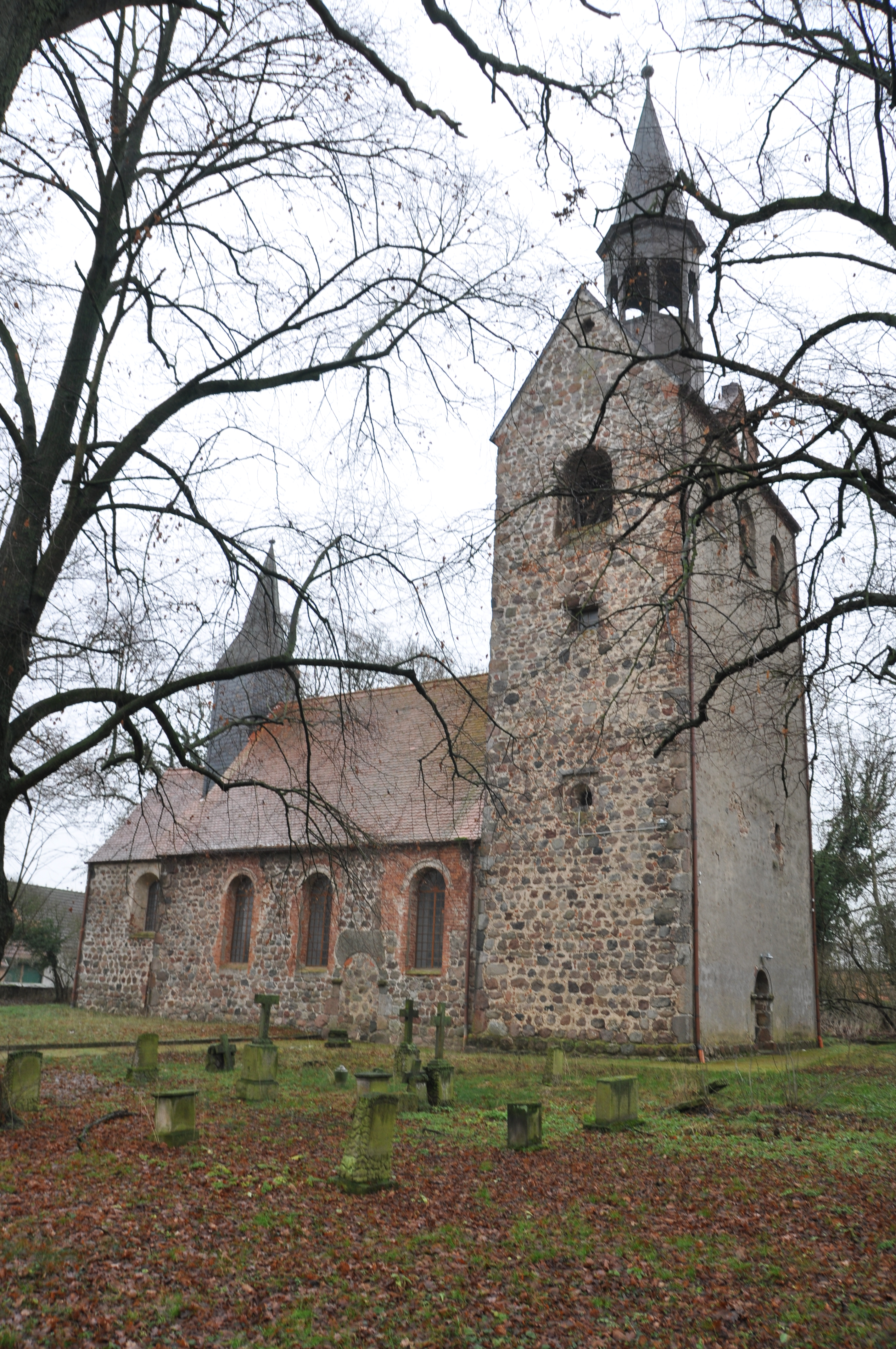
Dorpskerk van Jeetze

Het,  10 km ten noorden van Kalbe (Milde) gelegen dorpje is twee bezienswaardige gebouwen  rijk: de oude, evangelisch-lutherse dorpskerk en een standerdmolen.
Jeetze is in Saksen-Anhalt  ook de naam voor de rivier de Jeetzel. Deze stroomt overigens meer dan 15 kilometer aan het dorp Jeetze voorbij, en dat het dorp en de rivier hetzelfde heten, is vermoedelijk toeval.